# فخرآباد (زبرخان)
فخرآباد (نیشابور)، روستایی از توابع بخش زبرخان شهرستان نیشابور در استان خراسان رضوی ایران است. این روستا در زمان قاجار جزو خالصه جات (املاک دولتی) بود. پس از درگذشت ملامحمدکاظم آخوند خراسانی مرجع بزرگ تقلید شیعه به پاس زحمات او در استقرار مشروطیت، به موجب فرمانی از جانب احمدشاه به تاریخ ۱۹ جمادی‌الثانی ۱۳۳۰ (اردیبهشت ۱۲۹۱) مالکیت روستای فخرآباد و قلعه باغ آن همراه با پنج سهم از دوازده سهم روستای علی‌آباد به فرزندان وی واگذار شد. عایدی سالیانه این املاک در آن زمان مجموعاً هزار تومان بود. خانواده کفائی در مشهد فرزندان آخوند خراسانی بودند.
شغل بیشتر مردم کشاورزی و دامداری است. و کاشت زعفران در سالهای اخیر با توجه به کم ابی در روستا در اولویت است.
روستای فخراباد در ده سال گذشته رشد خوبی داشته و توانسته از خانه بهداشت و غسل خانه و تلفن بهره‌مند شود.
مردم فخراباد در صمیمیت و مهربانی زبان زد خاص و عام هستند و یکی از مراسمات جالب آنها که در منطقه زبان زد است و در دیگر روستاها برگزار نمی‌شود جمع آوری پول در هنگام فوت یکی از اعضای روستا است که برای کمک به خانه متوفی انجام می‌گیرد.

## جمعیت
این روستا در دهستان اسحق‌آباد قرار دارد و براساس سرشماری مرکز آمار ایران در سال ۱۳۸۵، جمعیت آن ۴۰۹ نفر (۹۲خانوار) بوده‌است.